# Ixobrychus minutus
El avetorillo común (Ixobrychus minutus) es una especie de ave pelecaniforme de la familia Ardeidae propia de Eurasia y África.

## Taxonomía
El avetorillo común se clasifica en el género Ixobrychus, perteneciente a la familia de las garzas, Ardeidae. A su vez, las garzas se clasifican en el orden Pelecaniformes, junto a otras cuatro familias de aves acuáticas: Pelecanidae (pelícanos), Threskiornithidae (ibis y espátulas), Balaenicipitidae (picozapato) y Scopidae (ave martillo). El avetorillo común se ubica en la subfamilia Botaurinae, con el resto de avetoros y avetorillos. 
El avetorillo común fue descrito científicamente por Carlos Linneo en la duodécima edición de su obra Systema Naturae, de 1766, con el nombre científico de Ardea minuta, que significa «garza diminuta». En 1828, el naturalista sueco Gustav Johann Billberg creó el género Ixobrychus donde trasladó a los avetorillos, con el avetorillo común como su especie tipo. El nombre de su género procede de la combinación de las palabras griegas ixias (junco) y brukhomai (bramar), una etimología que alude a las llamadas similares a los mugidos que emite entre la vegetación palustre, y a lo que debe también su nombre común de «avetorillo». Por su parte minutus es un término latino que significa «breve, diminuto».
Se reconocen tres subespecies de avetorillo común:
- I. m. minutus (Linnaeus, 1766) - Su área de cría se extiende desde el sur y centro de Europa hasta Asia Central y el norte de África. En invierno migra al África subsahariana y al sur de Asia.
- I. m. payesii (Hartlaub, 1858) - se encuentra en África subsahariana;
- I. m. podiceps (Bonaparte, 1855) - es endémica de Madagascar.

Anteriormente se consideraba que el avetorillo australiano y el avetorillo de Nueva Zelanda (hoy extinto) eran subespecies del avetorillo común, pero actualmente se consideran especies separadas.

## Descripción

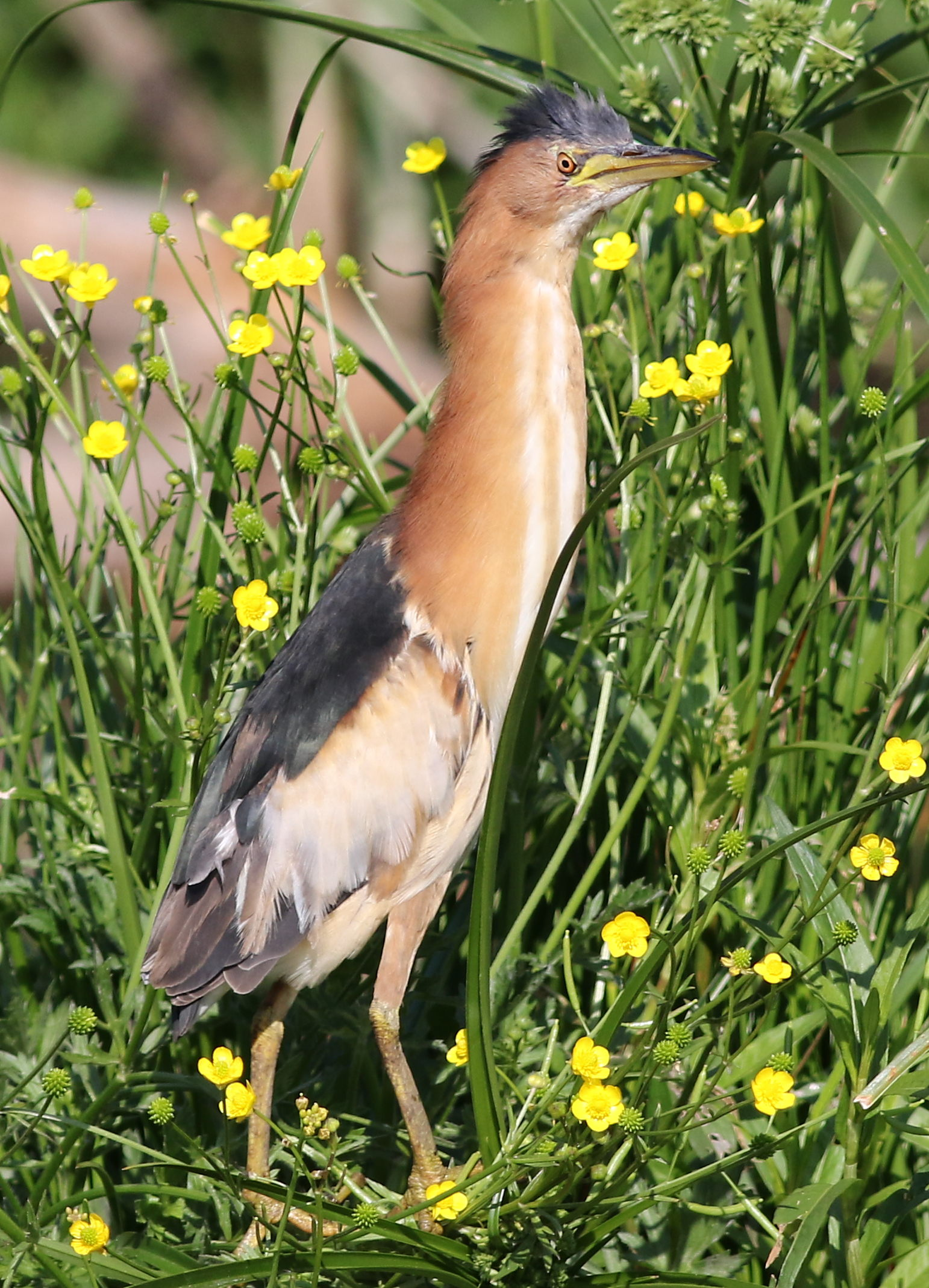
Macho adulto.

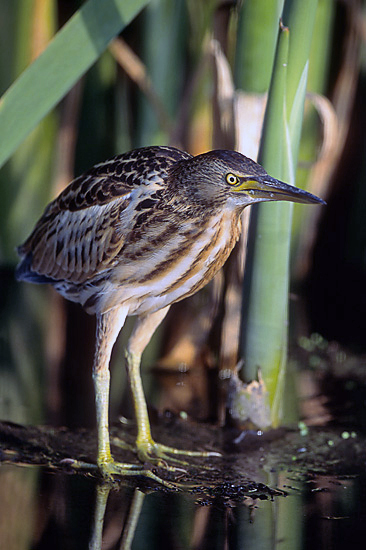
Inmaduro.

Como indica su nombre, el avetorillo es un ave pequeña, que mide entre 25–36 cm de largo, con una envergadura alar de entre 40–58 cm y un peso que oscila entre los 59-150 g; con lo que es una de las especies más pequeñas de la familia de las garzas y la más pequeña de las que se reproducen en Europa. Tiene un cuello relativamente corto y grueso y un pico largo y afilado de color amarillo. Los machos presentan un color negro con un ligero brillo verdoso en la corona, nuca, espalda, cola y alas. Las partes inferiores del cuerpo y el cuello son de color beige o crema. En las coberteras de las alas muestra dos grandes manchas de color blanquecino que contrastan con el resto de color negro. La parte inferior del ala es de color completamente blanquecino. Las hembras tienen un plumaje más opaco que el macho. Las partes superiores del cuerpo son también de color negro pero con un tono más pardo. Las partes inferiores no son tan uniformes como en los machos y presentan parches de color marrón oscuro. Las manchas de las alas son en las hembras de color más beige o gris y no están tan definidas. Los ejemplares jóvenes son de color más apagado y castaño que las hembras y muestran estrías de color gris o blanco en todo el plumaje.

## Distribución y hábitat

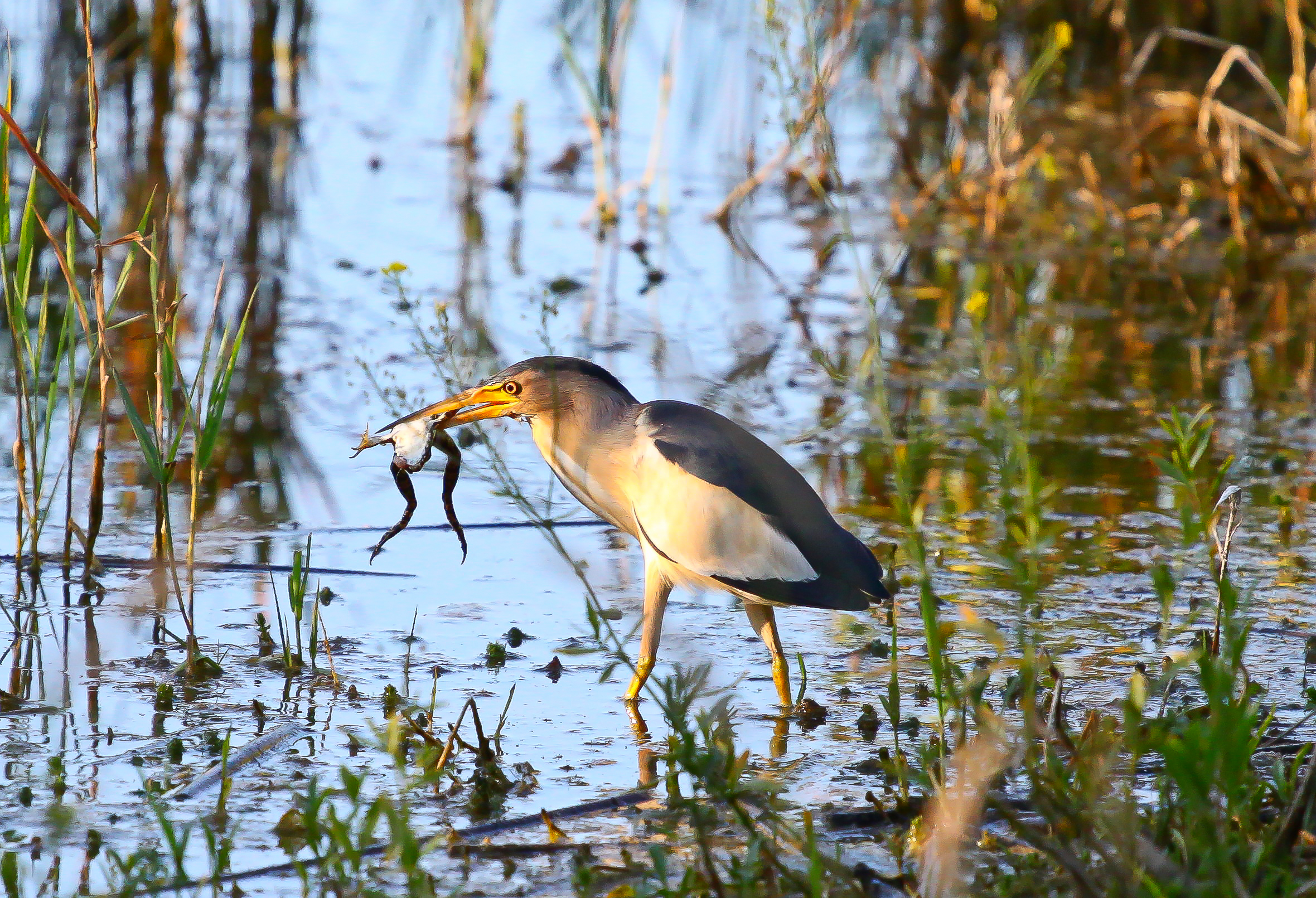
Se alimenta principalmente de insectos y pequeños vertebrados.

Se extiende por las zonas templadas de Europa, el oeste de Asia, el norte de África y la mayor parte del África subsahariana, incluida la isla de Madagascar. El área de cría de las subespecie euroasiática se extiende desde la península ibérica hasta Asia central, incluyendo zonas de Oriente Medio. Al terminar la época de cría estos avetorillos migran al sur. Sus áreas de invernada parecen estar ubicadas en el este de África, donde llegan principalmente siguiendo rutas migratorias por el este del Mediterráneo (Italia, Mediterráneo oriental, península arábiga). La migración de retorno parece ser más occidental, pero en general son muy poco conocidas las rutas migratorias de esta pequeña garza. En cambio, las poblaciones que habitan en el África subsahariana y en Madagascar son sedentarias. Se lo puede encontrar hasta los 1800 m s. n. m.

Esta especie prefiere marismas de agua dulce con lechos de juncos u otra vegetación acuática densa, preferiblemente también con arbustos y árboles caducifolios, También puede ocupar los márgenes de lagos, estanques y embalses, riberas boscosas y pantanosas de arroyos y ríos, oasis desérticos, turberas, pantanos boscosos, pastizales húmedos, arrozales, estanques de aguas residuales con vegetación exuberante alrededor, y en algunos lugares manglares, márgenes de lagunas salinas y marismas.

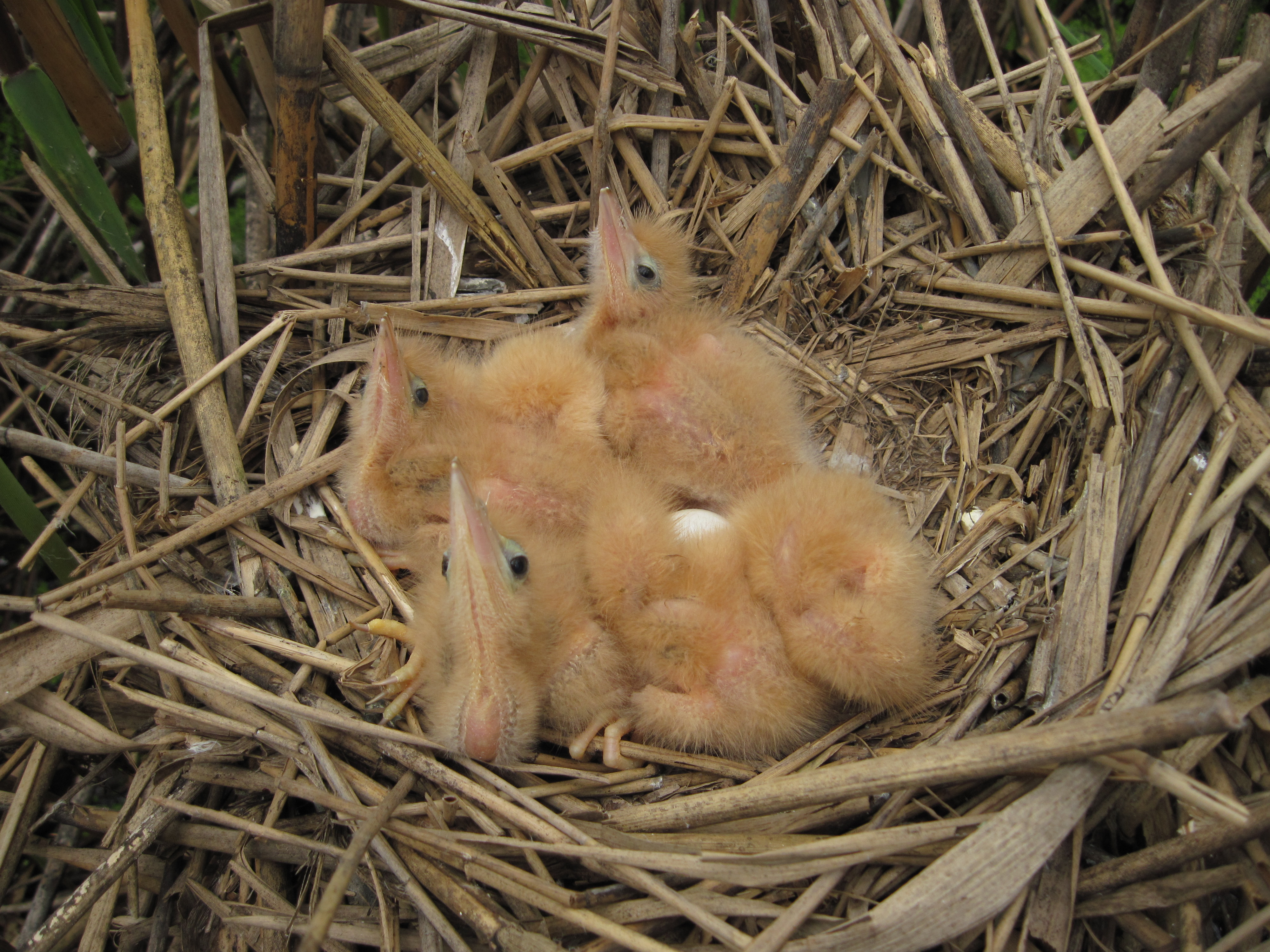
Nido de avetorillo.

## Comportamiento
El avetorillo es un ave crepuscular y solitaria que suele vivir solo o en pareja, salvo durante la migración que puede encontrarse en pequeñas bandadas dispersas. El avetorillo común habita entre los juncales y carrizales, por lo que es difícil de avistar. Es más fácil escucharlo. Su voz es una nota grave, muy repetitiva, gutural; audible tanto de noche como de día. 
Su dieta varía según la región y la estación pero es esencialmente insectívora y toma insectos acuáticos adultos y larvas como grillos, saltamontes, orugas y escarabajos. Otros alimentos incluyen arañas, moluscos, crustáceos (camarones y cangrejos de río), peces, ranas, renacuajos, pequeños reptiles y aves. Para alimentarse merodea lentamente a través de la vegetación hasta localizar alguna presa. 

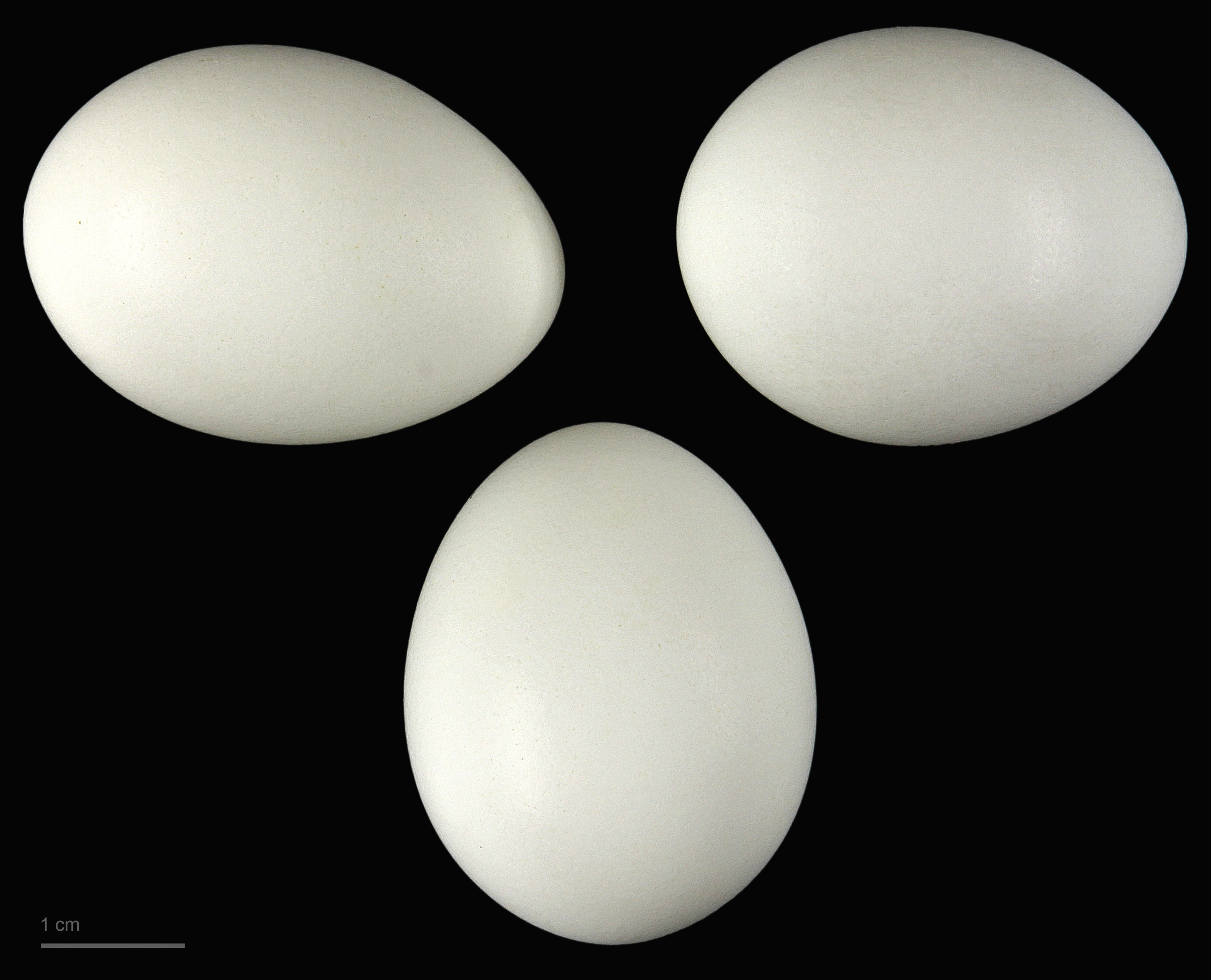
Ixobrychus minutus - MHNT

Esta especie es monógama y territorial. Los machos establecen un territorio al comienzo de la temporada de reproducción, y lo defienden de los demás machos. Generalmente anidan en solitario pero a veces pueden juntarse en colonias en hábitats favorables con una distancia entre nidos de hasta 5 m. Su nido es un pequeño cúmulo de tallos de juncos y carrizos escondido entre los cañaverales, cerca de la superficie del agua o hasta 60 cm por encima de ella. A veces, colocan el nido en arbustos o árboles bajos hasta 2 m por encima del agua. Suelen poner de 2 a 7 huevos, en una única nidada, de mayo a julio, y se incubarán entre 17-19 días. Los dos miembros de la pareja cuidan y alimentan a los polluelos hasta que abandonan el nido en torno a los 30 días del nacimiento. El será reutilizado en años consecutivos si se encuentra en buenas condiciones.

## Conservación
El avetorillo común está catalogado como de preocupación menor por la UICN debido a la gran área de distribución por la que se extiende. Su población está estimada en 600.000 y 1.999.999 ejemplares adultos pero la tendencia poblacional es decreciente debido a la amenaza que sufren los humedales a nivel global por la contaminación, el cambio en los usos del agua, la sobrepesca, etc.